# Бузескул, Владислав Петрович
Владислав Петрович Бузескул (24 февраля [8 марта] 1858, Харьковская губерния — 1 июня 1931, Харьков) — российский и советский историк-античник, историограф российского антиковедения. Педагог. Доктор исторических наук (1895), профессор (1890), академик АН СССР (1922), академик ВУАН (1925). Профессор Харьковского университета (1885—1924). Крупнейший российский специалист по истории античной демократии. Основные научные работы учёного посвящены экономической и социальной истории Древней Греции, источниковедению и проблемам историографии.

## Биография
Родился 24 февраля (8 марта) 1858 года в селе Поповка в Изюмском уезде Харьковской губернии, в семье подполковника, потомка молдавского боярина, соратника князя Д. К. Кантемира. Крещён в Георгиевской церкви слободы Торской. В 8 лет лишился матери, и его воспитанием руководил отец.
В 1868—1876 годах учился во 2-й харьковской мужской гимназии, в 1876—1880 годах — в Императорском Харьковском университете, на историко-филологическом факультете, где слушал лекции профессора М. Н. Петрова, последователя Л. Ранке и В. К. Надлера. Уже на четвёртом курсе Бузескул получил золотую медаль за студенческое сочинение «Мстислав Мстиславич, князь Торопецкий». По окончании в 1880 году университета по рекомендации В. К. Надлера и М. Н Петрова был оставлен на кафедре всеобщей истории для приготовления к профессорскому званию сверхштатным, затем штатным (1883) стипендиатом. С 1885 года начал чтение курса по всемирной истории в университете как приват-доцент, с 1890 года — профессор кафедры всемирной истории Харьковского университета. В 1889 году защитил магистерскую диссертацию: «Перикл. Историко-критический этюд», получившую высокую оценку в «учёной и либеральной прессе» и не утратившую значения и по сей день, в 1895 году — докторскую: «Афинская полития Аристотеля как источник для истории государственного строя Афин до конца V в.» Обе эти монографии были изданы в Харькове. В 1901—1905 годах В. П. Бузескул был деканом историко-филологического факультета. Выполняя свои должностные обязанности, он силой обстоятельств был вовлечён в круговорот политических событий первой русской революции.
Преподаватель Временных высших педагогических курсов Академии теоретических знаний (с 1920), факультета профессионального образования (с 1920), заведующий научно-исследовательской кафедрой всемирной истории (с 1921) Харьковского ИНО. В конце 1930 — начале 1931 года был поддан[неизвестный термин] критике за свои труды как «буржуазные».
Научно-литературная деятельность Бузескула весьма разнообразна, но главные труды его относятся к области древнегреческой истории. Кроме упомянутых диссертаций к ним относятся: «Введение в историю Греции» (1903); «История афинской демократии» (1909); «Краткое введение в историю Греции» (1910). Все эти труды отличаются полной научной самостоятельностью и строгой объективностью изложения. «Введение в историю Греции», заслужившее от Академии Наук по отзыву профессора С. А. Жебелёва в 1907 году премию имени графа Д. А. Толстого, долгое время представляла собой единственный по своей полноте не только в российской, но и в западноевропейской литературе очерк новейшей разработки греческой истории.
В 1911 году Бузескулом был издан сборник части мелких работ под заглавием «Исторические этюды», где, кроме исследований по греческой истории, есть статьи по древнему Египту, средневековью, культурной истории XVI в. и даже истории родной литературы, а также ряд блестящих характеристик таких мировых учёных, как Ранке, Зибель, Сорель, к которым автор присоединил М. С. Корелина, М. М. Лунина («Харьковский Грановский») и А. С. Лебедева.
В области новой истории Бузескул дал ценную обработку III и IV тт. «Лекций по всемирной истории» профессора М. Н. Петрова, а также университетского курса профессора В. К. Надлера.
Полный список работ Владислава Петровича Бузескула до 1899 года (55 наименований), автобиография и характеристика (Н. И. Кареева) были помещены в VI томе «Критико-биографического словаря» С. А. Венгерова.
В 1920 году несмотря на все его заслуги Бузескул был выселен большевиками из собственного дома и лишился почти всего имущества, стал проживать по улице Клочковской, дом 26, квартира 3. Скончался 1 июня 1931 года в Харькове. Похоронен на Иоанно-Усекновенском городском кладбище, при его ликвидации могилу перенесли на 13-е городское кладбище.